# Josef Fuglewicz
Josef Fuglewicz (ur. 22 kwietnia 1876 w Czerniowcach, zm. 23 października 1972 w Leoben) – austriacki inżynier, profesor górnictwa w Leoben.

## Życiorys
Uczęszczał do Cesarsko-Królewskiego Liceum Ogólnokształcącego w Czerniowcach. Po ukończeniu szkoły średniej w lipcu 1893 r. przeniósł się z rodzicami do Leoben, gdzie studiował górnictwo i metalurgię na tamtejszej Akademii Góniczej. W 1894 r. po pierwszych dwóch latach studiów podjął służbę jako jednoroczny ochotnik.  W 1896 r. trafił do 3. bośniacko-hercegowińskiego pułku piechoty w Budapeszcie jako porucznik rezerwy. 27 lutego 1898 r. zdał górniczy egzamin państwowy, a następnie takiż egzamin hutniczy. 27 września 1898 roku rozpoczął pracę w kopalni węgla kamiennego Liebe Gottes w Rosicach na Morawach. 1 stycznia 1899 r. przeniósł się do państwowej kopalni srebra i ołowiu w Příbramie.  Po odejściu ze służby cywilnej w 1901 r. dołączył do Zachodnioczeskiego GórniczegoTowarzystwa Akcyjnego  w Okręgu Węglowym Pilzna jako szef operacji w kopalni koło Chotěšova, a następnie jako szef operacji w nowej kopalni Austria I w  Týncu.
Po wybuchu  I wojny światowej  został zmobilizowany. W 1915 r. na służąc w pułku piechoty landsturmu walczył w oblężonym Przemyślu. Po kapitulacji twierdzy dostał się do niewoli rosyjskiej i został wywieziony na Syberię jako jeniec wojenny. Wrócił do domu w 1920 roku przez Władywostok jako steward na statku.
Od 1921 do 1927 roku pracował w kopalniach węgla brunatnego w powiecie Ratten w Styrii. W 1928 roku został mianowany profesorem w Montanistische Hochschule w Leoben, której był absolwentem. Wielu absolwentów tej uczelni było wśród założycieli Akademii Górniczo-Hutniczej w Krakowie i jej pierwszych wykładowców. Fuglewicz zajmował się naukowo problematyką wybuchowych gazów kopalnianych, pyłu węglowego i jego palności, parcia skał oraz szkód powodowanych działalnością górniczą, zwłaszcza w zakresie wydobycia węgla brunatnego. Pracował w organach doradczych państwowej administracji górniczej. Prowadził wykłady z zakresu nauk o górnictwie odkrywkowym i o kamieniołomach. W latach 1933–35 i 1944/45 pełnił funkcję rektora szkoły, a w latach 1940–44 dziekana Wydziału Górniczego. W 1946 przeszedł na emeryturę.